# ТЕС Бхола (BPDB)
22°28′43″ пн. ш. 90°42′39″ сх. д. / 22.47861° пн. ш. 90.71083° сх. д.
ТЕС Бхола (BPDB) – теплова електростанція у Бангладеш, яка належить державній компанії Bangladesh Power Development Board (BPDB). 
У середині 1990-х на розташованому у південній частині дельти Гангу острові Бхола виявили доволі значне газове родовище Шахбазпур. Враховуючи його відокремленість від існуючої газотранспортної інфраструктури, вирішили використати цей ресурс для розвитку електроенергетики. Майданчик для ТЕС обрали за 5 км на захід від родовища, поблизу Дехулар-Кхал (Dehular Khal, канал Дехулар), який перетинає Бхолу між річками Тетулія та Мегхна (утворюють західну та східну межу острова відповідно). 
Перші кілька років на майданчику діяли лише потужності, орендовані у компанії Venture Energy Resources. У 2009-му вона ввела в експлуатацію одну встановлену на роботу у відкритому циклі газову турбіну з показником 35,5 МВт, а в 2013-му її доповнили 4 генераторними установками потужністю по 6 МВт на основі двигунів внутрішнього згоряння STX-Niigata 18V28AGS із генераторами Nishishiba (станом на 2019 рік з цього обладнання у Бхолі рахується лише газова турбіна).
В 2015-му BPDB запустила власний парогазовий блок комбінованого циклу потужністю 194 МВт, в якому дві газові турбіни потужністю по 67 МВт живлять через відповідну кількість котлів-утилізаторів одну парову турбіну з показником 74 МВт.
Наприкінці 2010-х майданчик доповнили ще одним орендним об’єктом потужністю 95 МВт від компанії Aggreko, яка перебазувала сюди обладнання з ТЕС Ашугандж. Aggreko використовує генераторні установки одиничною потужністю по 1,2 МВт з двигунами Cummins QSK60G та генераторами Stamford & Leroy Somer. 
Видача продукції відбувається по ЛЕП, розрахованій на роботу під напругою 230 кВ.
Можливо відзначити, що біч-о-біч з майданчиком BPDB споруджується ТЕС Бхола приватної компанії Nutan Bidyut.